# اوژن لانژنوو
اوژن لانژنوو (فرانسوی: Eugène Langenove‎؛ زادهٔ ۱۸۹۸ - درگذشته نامشخص) بازیکن فوتبال اهل فرانسه بود.
از باشگاه‌هایی که در آن بازی کرده‌است می‌توان به باشگاه فوتبال والسال، باشگاه فوتبال لو آور، و باشگاه فوتبال والسال اشاره کرد.
وی همچنین در تیم ملی فوتبال فرانسه بازی کرده‌است.